# Nebíloie
Nebíloie (en rus: Небылое) és un poble de l'óblast de Vladímir, a Rússia, segons el cens del 2010 tenia 1.528 habitants. Pertany al districte municipal de Iúriev-Polski.